# Каган, Авром
Каган, Аврам (Абрам Сафранович) (1860, Вильнюс — 1951, Нью-Йорк) — американский еврейский журналист, общественный деятель и писатель

 на идише. Основатель и редактор газеты «Форвертс» («Вперёд») на идише. Родители — Шахно К. и Шейна-Сара Голдарбейтер. Эмигрировал в США в 1881 году.

## Биография

### Раннее детство
Авром Каган родился 7 июля 1860 года в Сморогонском районе в Белоруссии (в то время в Виленской губернии, Российская Империя) в ортодоксальной семье литваков. В скором времени религиозная семья переехала в Вильнюс в 1866 году, где молодой Каган учился на раввина. Он был привлечён светскими знаниями и тайно изучал русский язык, требуя, чтобы его родители одобрили поступить в Вильнюсский институт на учителя, который он окончил в 1881 году.

### Карьера
В июле 1882 года, всего через месяц после прибытия в Соединённые Штаты, Каган принял участие в своем первом американском социалистическом собрании, а через месяц он произнёс свою первую социалистическую речь. Хотя Авром считал, что американское общество значительно улучшилось по сравнению с жизнью в России, он начал выражать определенную критику американских условий с марксистской точки зрения.